# Chocolat (romanzo)
Chocolat è un romanzo della scrittrice britannica Joanne Harris: ha scritto il libro nel 1998 e fu tradotto nella lingua italiana nel 1999, ha ispirato l'omonimo film del 2000.

## Trama
Vianne Rocher arriva al tranquillo villaggio di Lansquenet accompagnata dalla figlia Anouk; in breve tempo, Vianne apre un negozio di dolciumi, La celeste praline, che ben presto attira le attenzioni degli abitanti del paesino. I clienti che lo frequentano sono i più disparati e per ognuno Vianne sa trovare il dolce preferito. L'apertura del negozio, però, attira su Vianne le antipatie del sacerdote che fa di tutto per importunarla nella gestione del suo negozio.

## Edizioni
- Joanne Harris, Chocolat, Garzanti, 1999,  p. 388, ISBN 88-11-68023-9.